# 祁晓冰
祁晓冰（1971年8月—），女，回族，中华人民共和国政治人物。现任乌鲁木齐市人民政府副市长。第十四届全国政协委员。